# Sanzha
Sanzha (kinesiska: 三闸) är en köping i nordvästra Kina. Den ligger i stadsdistriktet Ganzhou i staden Zhangye i provinsen Gansu,omkring 440 kilometer nordväst om provinshuvudstaden Lanzhou. Antalet invånare är 17 606. Befolkningen består av 8 518 kvinnor och 9 088 män. Barn under 15 år utgör 18,0 %, vuxna 15-64 år 74 %, och äldre över 65 år 6,0 %.